# Čierna voda (přírodní rezervace)
Čierna voda je přírodní rezervace v katastrálním území obce Šurany v okrese Nové Zámky v Nitranském kraji na Slovensku. Území bylo vyhlášeno v roce 1986 a jeho rozloha je 6,32 hektaru. Předmětem ochrany je mrtvé rameno Nitry s bohatou populací stulíku žlutého (Nuphar lutea).